# Литовско-латвийская граница

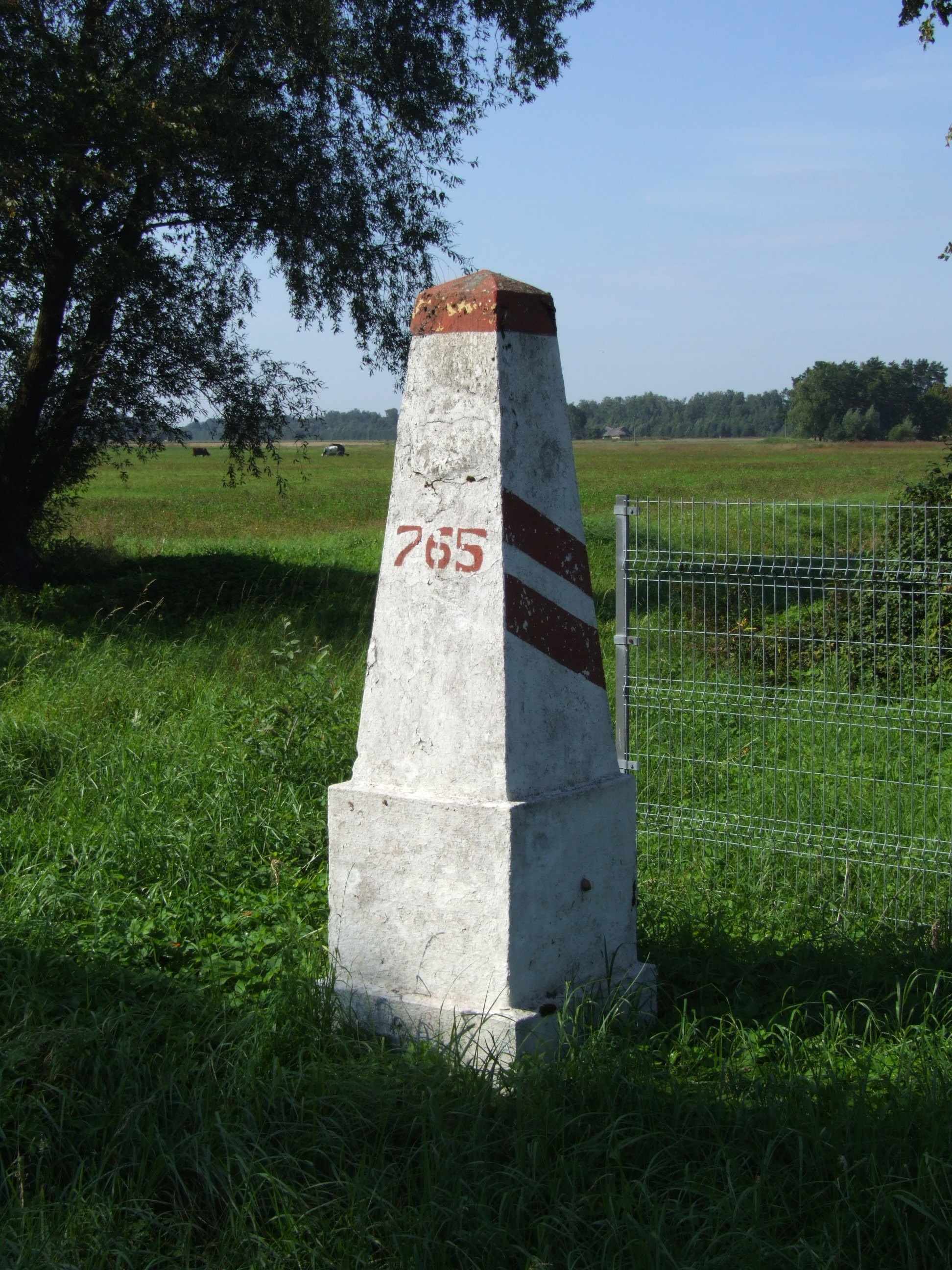
Пограничный столб на литовско-латвийской границе

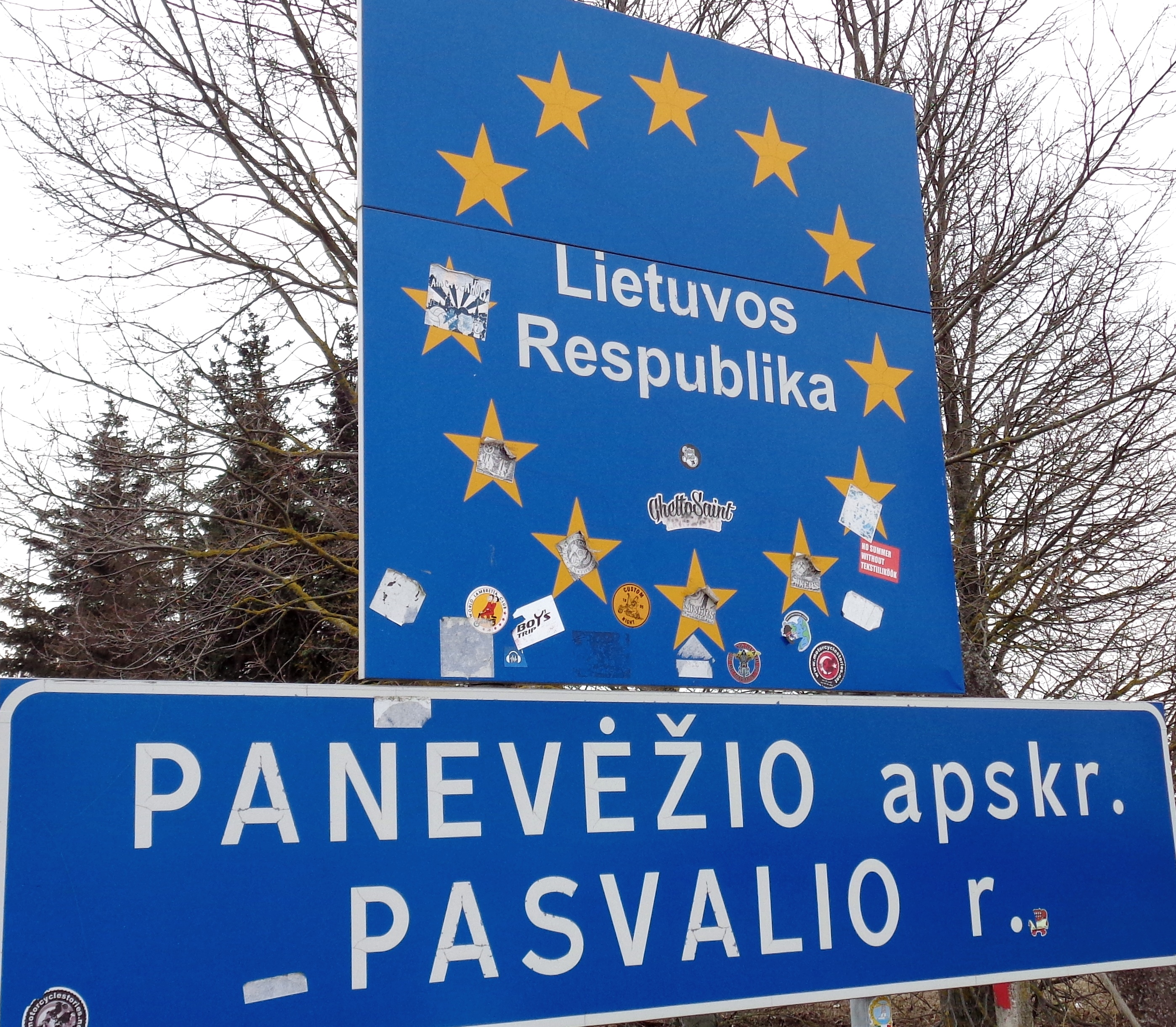
Литовский пограничный знак на литовско-латвийской границы в районе населенного пункта Шальнайчяй

Литовско-латвийская граница — государственная граница между Литовской Республикой и Латвийской Республикой. Протяженность границы — 588 км.
Начинается от тройного стыка границ с Беларусью на востоке недалеко от озера Дрисвяты и тянется до морского побережья Балтийского моря, где заканчивается между Палангой и Руцавой.
Современная линия границы существует с 1921 года и была установлена после ряда стычек и конфронтации между вновь созданными независимыми государствами, в центре которой были спорные территории Илукстского уезда,  Паланги, Лиепаи и железнодорожного узла в Мажейкяе. После начала Второй мировой войны и присоединения западной части Виленского края к Литве граница увеличилась на 18 км.
Государственная граница восстановилась после распада СССР в 1991 году.
Договор о морской границе, по состоянию на 2018 год, подписан, но не ратифицирован.
Обе страны входят в Шенгенскую зону, поэтому пограничный контроль не проводится и пересекать границу можно в любом месте.

## Историческая основа

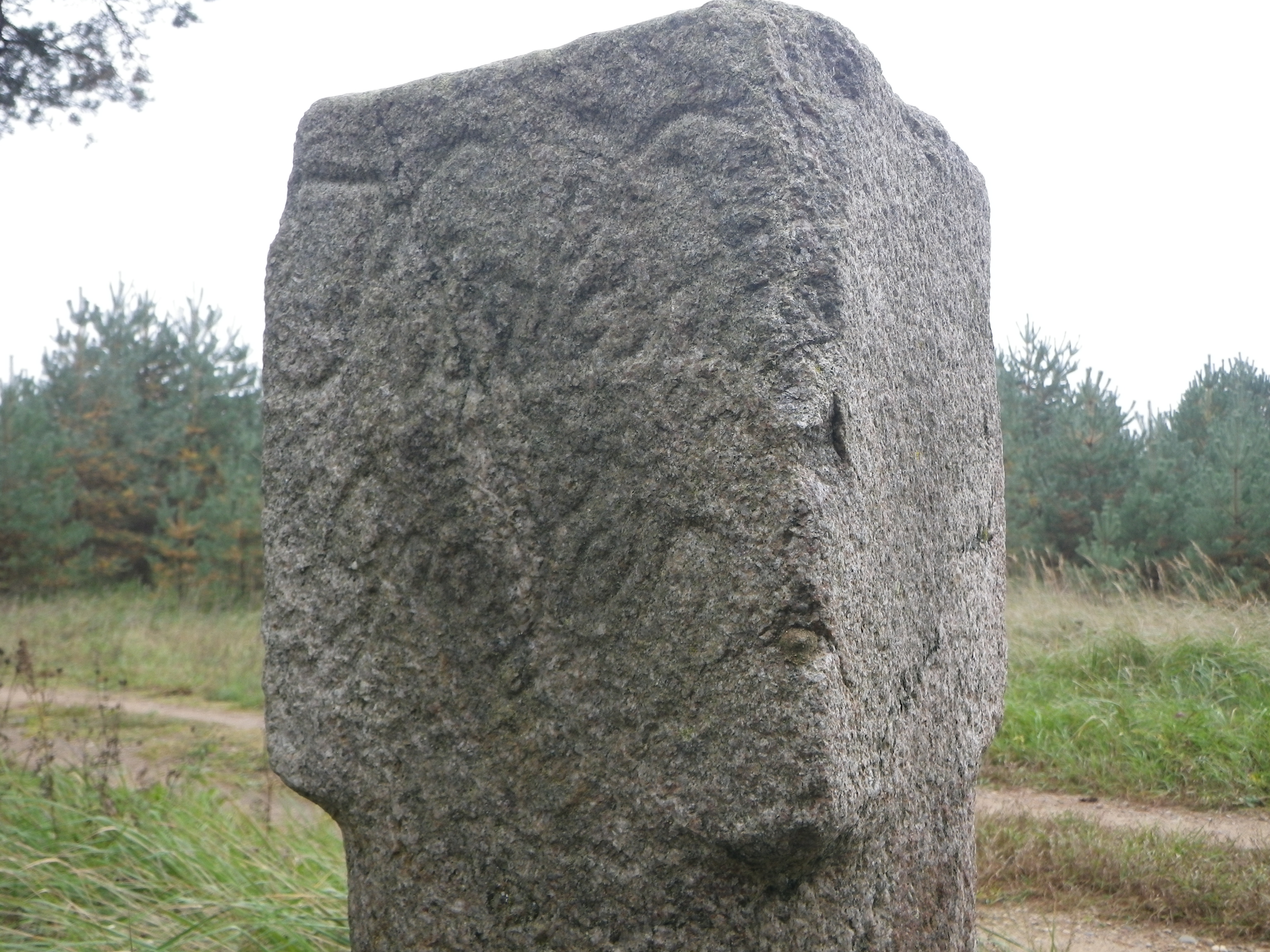
Старинный пограничный столб

7 августа 1261 года литовский князь Миндовг южную границу пожалованной Ливонскому ордену установил области Селия от Науене по рекам Свенте, Латува, Лавена до Мусы. Южная граница Семигалии проходила по Мусе, а к Курляндии принадлежали Цеклис, Мегава и Пилсатс.  
Современная граница базируется на договоре между Ливонским орденом и Великим княжеством Литовским, подписанным в начале июня 1426 года великим князем Витовтом.
Историк Эрик Екабсонс указывает на давние связи родственных народов:  в XIII веке земгалы бежали в Палангу от крестоносцев, в XVIII-XIX веках руцавские латыши активно перебирались в район Бутинга-Швянтойе-Паланга, пользуясь особым расположением к ним графа Тышкевича. В Кедайняе граф Тотлебен брал на разные должности и ремесленные работы только латышей.
В XVIII веке Акнисте было присоединено к Ковенской губернии. В 1819 году Паланга была выведена из состава Виленской губернии и вошла в Гробиньский уезд Курляндской губернии.  
Таким образом, в конце XIX века во многих городах Литвы сформировались латышские общины. Латыши покупали и арендовали землю в Литве, литовцы батрачили в Латвии. Некоторые из них переехали на этническую родину после провозглашения независимости Латвии. Но часть латышей, особенно куршских рыбаков, остались. Несмотря на превалирование литовцев в населении Паланги и Швянтойи, Латвия добивалась прав на эти земли в порядке преемственности территории Курляндской губернии. После провозглашения независимости родственные балтские народы латыши и литовцы чувствовали друг к другу большую неприязнь, чем латыши и эстонцы. Причиной считается религиозная разобщенность: литовцы были католиками и присоединились к Российской империи позднее, чем Лифляндия.

## Установление границы в 1919-1921 годах
В конце 1918 года при установлении границ новообразованных балтийских государств политики пытались заполучить для своего государства хотя бы некоторые выгодные участки, особенно это касалось железнодорожных узлов и портов. В центре спора Литвы и Латвии оказались именно они. После завершения Первой мировой войны на Парижской мирной конференции латвийская делегация предъявила свои территориальные претензии в меморандуме, поданном в апреле 1919 года. Вдоль административной границы с Литвой этнографические пределы расселения латышей заходили на территорию Ковенской губернии в районе Акнисте на 4-9 км, а также между Жагаре и Пикеле. Также Латвия в довольно грубой форме претендовала на Мажейкяйский железнодорожный узел на основании того, что через него проходит единственная железная дорога между Ригой и Либавой, хотя весь тот район этнографически был литовским. В свою очередь, литовская делегация во главе с министром иностранных дел Аугустинасом Вольдемарасом потребовала Палангу и окружающие её земли до реки Швентойи.
В ответ на отказ латвийской делегации признать это требование литовцы выдвинули требование «особых интересов Литвы в Латгалии» и гарантий особых привилегий в Либаве и Двинске, угрожая референдумом в последнем. Вольдемарас выдвинул претензии на Латгалию и несколько волостей в Илукстском уезде, тем самым обозначив курс национальной дипломатии на учет как этнических, так и конфессиональных принципов: в Илуксте большинством населения были католики как и литовцы, также относиашиеся к Жемайтийскому эпископству, но в Цискади жили этнические литовцы. Принадлежность Латгалии к Литве обосновывалась также на исторических корнях Инфлянтии как части Речи Посполитой. В литовской прессе зазвучали призывы обеспечить доступ к Даугаве и Лиепайскому порту (в Лиепае до войны проживало более 20% литовцев), с угрозой в противном случае закрыть границы и выслать из Литвы всех латышей..